# Fresneaux-Montchevreuil
Fresneaux-Montchevreuil è un comune francese di 760 abitanti situato nel dipartimento dell'Oise della regione dell'Alta Francia.

## Società

### Evoluzione demografica
Abitanti censiti